# Статуя Абсалона (Копенгаген)
Статуя єпископа Абсалона — кінний пам'ятник державному, церковному та військовому діячеві, єпископу Абсалону, засновникові Копенгагена. Монумент був встановлений на площі неподалік від церкви Святого Миколая в 1902 році з нагоди 700-тих роковин смерті легендарного засновника міста. Статуя зображує Абсалона як військового командувача на гарцюючому коні. Єпископ одягнений у кольчугу та шолом, тримає сокиру в правій руці. Статуя стикається з палацом Крістіансборг на Слотсхолмені, де колись стояв замок єпископа Абсалона, але він повертає голову вправо, дивлячись у напрямку мерії Копенгагена. Статуя Абсалона є роботою скульптора Вільгельма Біссена, постамент для статуї створив Мартін Найроп.